# Klaus Menzer
Klaus Menzer (født 1961) er en dansk trommeslager, som i 1979 sammen med Poul Halberg, Morten Kærså Jacob Andersen og Moussa Diallo dannede Sneakers. Året efter sluttede Mikkel Nordsø og Sanne Salomonsen sig til Bandet. Menzer har senere spillet med blandt andre Moonjam, Palle Mikkelborg, Hanne Boel, Lis Sørensen, Alberte Sebastian  Band og  savage rose  Han har i flere perioder turneret med  i Burnin Red Ivanhoe, som han stadig turnerer med i 2018 og stadig i 2022 . Han har angiveligt medvirket på ca. 250  indspilninger.
I 1980’erne medvirkede Klaus Menzer bl.a. i bandet De 5, som senere har fået en slags kultstatus og er blevet gendannet i 2018.
Menzer fik i 2009 tildelt Ken Gudman Prisen, der blev overrakt 4. oktober i forbindelse med en koncert i Amager Bio.